# Evelyn (Film)
Evelyn (deutscher Verweistitel: Ein Vater kämpft um seine Kinder) ist ein international co-produzierter Spielfilm von Bruce Beresford aus dem Jahr 2002, der auf der wahren Geschichte von Desmond Doyle beruht und seinen Kampf gegen irische Gerichte Mitte der 1950er-Jahre schildert, um das Sorgerecht für seine Kinder. Die Hauptrolle des Films spielt Pierce Brosnan. Der Film wurde von Brosnans eigener Firma Irish DreamTime produziert.

## Handlung
Weihnachten in Irland 1953: Die Mutter der neunjährigen Evelyn und ihrer beiden jüngeren Brüder Maurice und Dermot verlässt ihren arbeitslosen Ehemann Desmond, um mit einem anderen Mann zusammenzuleben. Als Desmonds Schwiegermutter die Situation den irischen Behörden meldet, entscheidet ein Richter, dass die Kinder in Obhut genommen werden. Daraufhin bringt sie Evelyns Großvater in ein katholisches Waisenhaus. Um sie zu trösten, erzählt er dem Mädchen, dass nach einer Legende Lichtstrahlen, die von der Sonne erzeugt und in einer besonderen Weise durch die Wolken scheinen würden, „Engelsstrahlen“ genannt werden. Sie zeigen an, dass ein Schutzengel über sie wachen würde. Das tröstet Evelyn ein wenig und sie hofft, bald wieder nach Hause zurückkehren zu dürfen, doch muss sie mit der Zeit erkennen, viele der Kinder hier schon seit Jahren ausharren müssen. So schwindet auch ihre Hoffnung auf baldiger Erlösung aus ihrer Situation.
Desmond hat wenig Hoffnung, das Sorgerecht für seine Kinder zurückzuerhalten. Als er jedoch erfahren muss, dass seine Tochter Evelyn im Heim geschlagen wird, stellt er einen Antrag, sie zurückzubekommen. Er hört auf zu trinken und sucht nach einer Arbeit – doch vergebens, die katholische Kirche und vor allem der irische Staat sind gegen ihn und der Meinung, dass es das Beste sei, wenn die Kinder in den staatlichen Einrichtungen verbleiben. Desmond begeht dabei auch den Fehler und legt sich nicht nur mit der Ordensschwester an, die seine Tochter gezüchtigt hatte, sondern auch mit Pater O’Malley, was ihm keinen guten Stand bring. In einer Bar lernt Desmond den US-Amerikaner Nick Barron und den Anwalt Thomas Connolly kennen, der ihm bei der Wiedererlangung des Sorgerechts seiner Kinder vertreten will. Obwohl Connolly in erster Instanz eine Niederlage erleben muss, gibt er trotzdem nicht auf.
Es bedarf des öffentlichen Drucks, damit der Fall vor dem Gerichtshof verhandelt wird und so eröffnet Desmond einen Präzedenzfall gegen den irischen Staat und die katholische Kirche um das Sorgerecht für seine Kinder. Anwalt Connolly erwirkt, dass die Kinder vor Gericht mehr mit einbezogen werden und Evelyn hat große Hoffnung, als plötzlich „Engelsstrahlen“ durch die Fenster scheinen. Das ist für sie ein Zeichen, dass ihr Großvater über sie wacht und nun alles gut wird. Sie sagt dem Richter offen die Wahrheit über die Vorkommnisse im Heim, was sie sich vorher nicht getraut hatte. Evelyn beendete ihre Ausführungen mit einem Gebet, das alle Anwesenden rührt. Sie bittet Gott darum, nicht nur der Ordensschwester zu vergeben, sondern auch für den Wohlstand Irlands und seiner Bevölkerung zu sorgen. Die Richter lassen sich überzeugen und geben Desmond das Sorgerecht für seine Kinder zurück, sodass er überglücklich mit ihnen gemeinsam das bevorstehende Weihnachtsfest als Familie feiern kann.

## Hintergrund
Der Film basiert auf den Erlebnissen des Mädchens Evelyn Doyle, die sie nach dem Tod ihres Vaters niederschrieb. Während der Film nur den Kampf um das Sorgerecht schildert, ging der Kampf von Desmond Doyle gegen den Staat noch weiter. Denn als er seine Kinder wieder bei sich hatte, war er entsetzt über die vielen Blutergüsse, die er an ihnen entdecken musste. Mit seinen Anwälten kämpfte er weiter gegen das irische Rechtssystem und ging dabei auch an die Öffentlichkeit, die sie so für sich gewinnen konnten. All dies führte zu einer massiven Änderung des Rechtssystems und deren Institutionen.

## Kritiken
„Dem Film geht es nicht um Kritik an katholischen, staatlich sanktionierten Institutionen, vielmehr entwickelt er mit erheblichem Sentiment eine Familiengeschichte und beschreibt den Läuterungsprozess seines Protagonisten.“